# Les mouches
Les mouches, ou As Moscas em português, é a primeira peça (ou nas palavras do seu autor "teatro de situações") do filósofo existencialista francês Jean-Paul Sartre.
Foi encenada pela primeira vez em 1943, e é baseada na lenda grega de Orestes. Simbolicamente pode representar a França, então ocupada pelo nazismo.